# Charles Dumanoir
Charles Dumanoir (getauft 13. November 1629 in Paris; begraben 13. August 1688 in Tübingen) war ein französischer Tanzmeister.

## Leben
Dumanoir war ein Sohn des Mathieu Dumanoir, Mitglied der Violins du Roi am französischen Königshof in Paris, und der Nicole, geb. Laurent. Der Komponist und Tanzmeister Guillaume Dumanoir (1615–1697) war ein älterer Bruder.
Charles Dumanoir erhielt vermutlich eine Ausbildung in der Tanzkunst und im Instrumentalspiel bei seinem Vater in Paris. 1647 war er Tanzmeister der Prinzen am württembergischen Hof in Stuttgart, von 1648 bis 1668 Tanzmeister an der Universität Tübingen, wo er vor 1654 ein Haus in der Neckargasse erwarb. Römisch-katholisch getauft konvertierte er um 1650 und nahm das lutherische Bekenntnis an. 1663 und 1666 führten ihn Reisen zur Neuqualifizierung in der Tanzkunst in seine Heimatstadt Paris. Um 1668 bis 1674 war er Tanzmeister in Weiltingen, wo eine Nebenlinie des Hauses Württemberg residierte. Von 1674 bis 1688 war Dumanoir wieder an der Universität Tübingen, 1678 zugleich Tanzmeister der württembergischen Prinzen und Prinzessinnen in Kirchheim unter Teck. Die Nachfolge als Tanzmeister des Collegiums der Universität trat sein Neffe Guillaume-Michel Dumanoir (* Paris, 1656; † Tübingen, 1714) an.

## Familie
Dumanoir war zweimal verheiratet, in erster Ehe mit Ursula Springer († 1666), einer Tochter des Tübinger Bürgermeisters Michael Springer, und in zweiter Ehe mit Katharina Elisabeth Juliana NN († 1690). Sein Sohn Julius Friedrich Dumanoir (* 1672; † 1739) war Pfarrer in Mönchweiler und Willsbach.

## Werke
- Le desvoyé ramené au droit chemin. ou la conversion de Charles Dumanoir, parisien. Maistre a danser, de son Altesse Monseigneur le Duc de Wirtemberg etc. (Tübingen 1650)